# 斯特罗吉诺站
斯特羅金諾站（羅馬化：Strogino）是莫斯科地鐵的一個車站，位於莫斯科西北行政區斯特羅金諾區。該站是阿爾巴特－波克羅夫卡線的車站，開通於2008年1月7日。